# Vladislav II. Izgnanec
Vladislav II. Izgnanec (poljsko Władysław II Wygnaniec) je bil od leta 1138 do izgona leta 1146 veliki vojvoda Poljske in vojvoda Šlezije in prednik šlezijske veje Pjastov, * 1105, Krakov, Kraljevina Poljska, † 30. maj 1159, Altenburg, Sveto rimsko cesarstvo.

## Guverner Šlezije
Bil je najstarejši sin vojvode Boleslava III. Krivoustega, od leta 1107 samostojnega  vladarja Poljske, in njegove žene Zbislave, hčerke kneza Svjatopolka II. Kijevskega. Vladislav je bil prvorojenec, zato se je oče odločil, da ga bo aktivno vključil v vlado države. Nekateri zgodovinarji menijo, da je Boleslav III. Vladislavu pred svojo smrtjo podelil Šlezijo, da bi ustvaril dedni fevd za njegove potomce.
Okrog leta 1125 se je Vladislav II. poročil z Agnezo Babenberško, hčerko mejnega grofa Leopolda III. Avstrijskega. Zakonska zveza mu je omogočila tesno povezavo s Svetim rimskim cesarstvom in Nemškim kraljestvom, ker je bila Agneza po materi je bila vnukinja cesarja Henrika IV. in polsestra frankonskega vojvode Konrada III. Hohenstaufna, kasnejšega nemškega kralja. 
Zahvaljujoč se Vladislavu je bila Šlezija med vojnami 1133–1135 s Češko rešena, saj je potem, ko so češke sile prečkale reko Odro, uspel ustaviti uničenje večjih območij svojega fevda.
Leta 1137 je bil Vladislav krstni boter najmlajšega sina češkega vojvode Soběslava I. Češkega,  bodočega vojvode Vladislava II. Med srečanjem s Soběslavom I. v Niemczi (drugi viri omenjajo Kłodzko) se je odločalo o več spornih zadevah.

## Veliki vojvoda Poljske
Vojvoda Boleslav III. je umrl 28. oktobra 1138. V svoji oporoki si je prizadeval ohraniti enotnost osvojenih sosednjih dežel pod poljsko krono in preprečiti konflikte zaradi dediščine med svojimi sinovi, zato se je določil za nekakšno omiljeno načelo primogeniture: Vladislavu II. je bila kot najstarejšemu sinu dodeljena  vrhovna oblast v državi in naslov velikega vojvode (Princeps). Poleg Šlezije je prejel Seniorsko provinco, ki se je raztezala od Malopoljske pri Krakovu do vzhodne Velikopoljske in zahodne Kujavije, ter oblast nad pomereljskimi deželami v Gdansku ob Baltskem morju. Njegova mlajša polbrata Boleslav IV. Kodravi in Mješko III. Stari sta prejela vzhodno vojvodino Mazovijo, sestavljeno iz Mazovije in vzhodne Kujavije, oziroma zahodno Velikopoljsko  (preostale dele Velikopoljske z deželo Lubusz). Obe dediščini sta bili dedna fevda .
Po smrti Boleslavove vdove Salomee Berške naj bi Vladislav prejel tudi njeno doto v Łęczyci, ki se je morala vrniti k Senioratu, po drugi strani pa je bil dolžan svojemu najmlajšemu polbratu Henriku, ko bo postal polnoleten, vendar le doživljenjsko, zagotoviti Sandomiško deželo. Slednja je bila izločena od Seniorata šele leta 1146. Najmlajšemu izmed njegovih polbratov, poznejšemu visokemu vojvodi Kazimirju II. Pravičnemu, ni bila dodeljena nobena provinca. Domneva se, da je bil rojen po smrti Boleslava III.
V času očetove smrti je bil Vladislav že odrasel, dolgo poročen in imel vsaj enega preživelega sina Boleslava I. Visokega, rojenega leta 1127. Datum rojstva drugega sina, Mješka IV. Krivonogega, je še vedno sporen in se umešča med leti 1130 in 1146. Po zgledu svojih predhodnikov Boleslava I. Hrabrega leta 992, Mješka II. Lamberta leta 1032 in lastnega očeta leta 1106 je veliki vojvoda skoraj takoj poskušal obnoviti enotnost države. Glede na njegove življenjske izkušnje in vojaške veščine se je na splošno pričakovalo, da mu bo to na koncu uspelo.

## Prvi spori s polbratoma
Vladislavovi spori z mačeho Salomeo in polbratoma so se odkrito začeli leta 1141, ko je vdova vojvodinja brez vednosti in njegovega soglasja začela deliti svojo provinco Łęczyca med svoja sinova. Poskušala je tudi najti primernega ženina za hčerko Agnezo in z njim  primernega zaveznika za svoja sinova. Najprimernejši kandidat za zeta je bil eden od sinov kijevskega velikega kneza Vsevoloda II. Ko je Vladislav izvedel za dogodke v Łęczyci, se je hitro odzval. Veliki  kijevski knez ni le prekinil vseh dogovorov z mlajšima vojvodoma, ampak je poskrbel tudi za zaroko svoje hčerke Zvenislave z Vladislavovim najstarejšim sinom Boleslavom. Poroka je bila leto kasneje, leta 1142.
Vezi s Kijevsko Rusijo so mu koristile v letih 1142-1143, ko se je odločil boriti proti svojima bratoma. Vladislavova zmaga je bila nesporna, saj so jo podpirala njegova zavezništva z Rusijo, Češko in Svetim rimskim cesarstvom.

## Wlostowičeva afera
V času Vladislavove vladavine je imel največji in najodločnejši vpliv šlezijski vojvoda in grof palatin Piotr Włostowic. Kot trden privrženec vojvode Boleslava III. je kmalu pridobil ogromen politični vpliv v državi in pokrival najpomembnejše dvorne urade. Kot vojvoda je imel pravico imenovati uradnike v lokalnih oblasteh po vsej Poljski, tudi na območjih mlajših vojvod. Bil je oseba, od odločitev katere je bila odvisna usoda države. Zaradi bližajočega se spora med Salomeinima sinovoma in Vladislavom je Boleslavova vdova Salomea začela spletkariti proti njemu, da je moral odstopiti. Zamenjal ga je eden od njenih privržencev. Ko je Vladislav nasledil svojega očeta, je Włostowica vrnil na njegov prejšnji položaj. Njegova moč je povzročala Vladislavove globoke negativne odnose, zlasti z ženo Agnezo Babenberško, ki je Włostowica,  ne brez razloga,  imela za izdajalca.
Salomea Berška je 27. julija 1144 umrla. Njena provinca Łęczyca bi se morala v skladu z vojvodovo oporoko vrniti v Vladislavovo  Seniorsko provinco. Salomeina sinova Łęczyce nista nameravala vrniti in  sta začela načrtovati državni udar. Vladislav je zaprosil za pomoč Kijevsko Rusijo, vendar ni čakal na prihod njene vojske. Napadel je Boleslava IV. Kodravega in Mješka III. Starega in bil nepričakovano poražen. Vojna se je šele po prihodu Kijevčanov obrnila na njegovo stran. Z bratoma je sklenil mirovni sporazum, ki mu je dovolil prevzeti popolno oblast v Łęczyci, Kijevčanom pa je moral v zameno za pomoč prepustiti poljski grad v Wizni.
Napetosti med Vladislavom in Piotrom Włostowicom so se medtem stopnjevale. Grof palatin je, med drugim, očitno nasprotoval državljanski vojni. Njun odnos ni ustrezal Vladislavovemu konceptu avtokracije in je začel razmišljati o popolni odstranitvi svojih bratov iz njihovih dežel. Do leta 1145 se je še zdelo, da je sprava med visokim vojvodom in Włostowicom mogoča, kar dokazuje  Włostowičevo vabilo Vladislava na poroko njegovega. Na začetku naslednjega leta pa se je visoki vojvoda odločil, da bo vse stavil na eno karto - za vedno odstraniti Włostowica iz političnega življenja. Svojemu vitezu Dobeku je ukazal, naj Włostowica aretira. Dobek je s svojimi možmi Włostowica aretiral na njegovem gradu v Ołbinu (v današnjem Vroclavu).  Velika vojvodinja Agneza je zahtevala Włostowicovo smrt, vendar se je Vladislav odločil, da ga bo za zgled drugim oslepil, pohabil in nato izgnal.
Wlostowic je bil spoštovana oseba in je imel veliko prijateljev, zato je njegova usoda povzročila prestop mnogo plemičev na stran Vladislavovih mlajših polbratov. Razen tega je oslepljeni Włostowic pobegnil v Kijevsko Rusijo, ki je dotlej podpirala Vladislava, in kijevskega velikega kneza prepričal, da prekine zavezništvo z njim.

## Odstavitev
V začetku leta 1146 se je Vladislav  odločil za končni napad na svoj tekmec polbrat. Sprva se je zdelo, da je njegova zmaga le vprašanje časa, saj mu je uspelo brez odpora zavzeti Mazovijo in prisiliti vojvodo Boleslava IV. Kodravega, da je prenehal braniti svojega brata Mješka III. v Poznanju v Velikopoljski. Tam se je nepričakovano začela Vladislavova katastrofa. Vzrok zanjo je bila nezanesljivost njegovih drugih pokrajin, kjer so izbruhnili veliki upori proti njegovi diktatorski politiki. Uporniki so hitro pridobili moč zahvaljujoč podpori gnjeznenskega nadškofa Jakuba, ki je Vladislava za kazen  za pohabljenje vojvode Włostowica izobčil. Vladislavova krutost je povzročila dodaten niz uporov. Vladislavov poraz na koncu ni bil posledica samo združenih sil vojvode Boleslava IV. in njegovega brata, ampak tudi uporov Vladislavovih podložnikov, kar je bilo zanj popolno presenečenje. Veliki vojvoda je bil prisiljen pobegniti v tujino. Kmalu zatem so se mu po neuspešnih poskusih obrambe Krakova pridružili žena Agneza in otroci.
Mlajša polbrata sta popolnoma uspela in Vladislav  je bil zdaj prepuščen milosti svojih sosedov. Sprva je z družino bival na dvoru svojega soimenjaka in svaka češkega vojvode Vladislava II. na praškem gradu. Naslov velikega vojvode je prevzel Boleslav IV. Vladislav se ni nikoli vrnil na Poljsko.

## Izgnanstvo
Kmalu po prihodu na Češko mu je svoje gostoljubje ponudil svak, nemški kralj Konrad III. Vladislav se je kmalu zatem preselil v Nemčijo, se poklonil kralju Konradu in ga prosil za pomoč pri ponovni pridobitvi prestola.  Ker je kralju Konradu tik pred tem uspelo ponovno postaviti na prestol Vladislava Češkega, je sprva kazalo, da bo Vladislav zelo kmalu spet prevzel oblast nad Poljsko. Pohod proti mlajšim vojvodam se je začel leta 1146. Zaradi poplavljanja reke Odre in pritiska na nemškega kralja s strani mejnih grofov Alberta Medveda in Konrada Meissenskega, ki nista pokazala zanimanja za oborožen spopad na nemški vzhodni meji, je pohod nazadnje propadel.
Vladislav seveda ni izgubil upanja, da bo spremenil svojo usodo, vendar se je moral zaenkrat sprijazniti s preložitvijo vrnitve, zlasti ko sta naslednje leto Konrad III. in  francoski kralj Ludvik VII. začela drugo križarsko vojno v Sveti deželi. V tem času je nekdanji veliki vojvoda upravljal cesarsko palačo v Altenburgu in njene posesti v cesarskem Pleissnerlandu. Vladislav  in njegova žena Agneza nista čakala na nemško pomoč in sta za prosila papeža Evgena III., vendar je bil  tudi ta poskus neuspešen.

## Smrt in zapuščina
Leta 1152 je kralj Konrad III. umrl. Nasledil ga je nečak Friderik Barbarossa, s čimer so se Vladislavovi upi o vrnitvi na Poljsko ponovno rodili. Po spodbudah Vladislava in Friderikove tete Agneze Babenberške je sveti rimski cesar leta 1157 sprožil nov pohod na Velikopoljsko. Kampanja je bila uspešna, vendar Friderik Barbarossa ni vrnil Vladislava na poljski prestol, ker se je Boleslav IV. v Krzyszkowu razglasi za cesarskega vazala in mu bil pripravljen plačati davek. Cesar je Boleslava IV. prisilil, da je obljubil vrnitev Šlezije Vladislavovima sinovoma Boleslavu Visokemu in Mješku  IV. Krivonogemu.
Zdi se, da je Vladislav takrat že vedel, da je njegova bitka za prevlado na Poljskem dokončno izgubljena. Ostal je v izgnanstvu v Altenburgu, kjer je dve leti kasneje umrl. Boleslav IV. je  podelil Šlezijo Vladislavovima sinovoma šele leta 1163.
Ne glede na to ali je cesar Šlezijo dejansko podelil Vladislavovima sinovoma ali ne,  je med njima in njunimi bratranci Pjasti na Poljskem prišlo do prekinitve odnosov. V naslednjih stoletjih je bila Šlezija razdeljena na kar 17 vojvodin in podeljena med njune potomce in naslednike, ki so od zgodnjega 14. stoletja postopoma postajali  vazali cesarske Kraljevine Češke. S Trenčinskim sporazumom leta 1335 se je poljski kralj Kazimir III. Veliki odpovedal vsem zahtevam po šlezijskih deželah, ki so ostale pod oblastjo šlezijskih Pjastov, dokler moška linija dinastije ni dokončno izumrla s smrtjo vojvode Jurija Viljema Legniškega leta 1675.

## Poroka in otroci
Leta 1125 se je Vladislav II. poročil z Agnezo Babenberško (r. okoli 1108/1113 – 24. januar 1160/1163), hčerko mejnega grofa Leopolda III. Avstrijskega in Anneze Nemške. Agneza je bila polsestra nemškega kralja Konrada III. 
Vladislav in Agneza sta imela pet otrok:
- Boleslava I. Visokega  (1127 –  8. december 1201)[8]
- Mješka I. Krivonogega (ok. 1130 – 16. maj 1211)[8]
- Richezo (1140 – 16. junij  1185), poročeno prvič leta 1152  s kraljem Galicije, Kastiljije in Leona  Alfonzom VII.,[9] drugič leta 1162 z Ramonom Berenguerjem II., grofom Provanse, in tretjič leta 1167 z grofom Albertom III. Eversteinskim
- Konrada Vitkonogega (1146/1157 –  17. januar 1190)
- Alberta (umrl mlad okoli 1168)